# Asesinato de Álvaro Gómez Hurtado
El líder conservador colombiano Álvaro Gómez Hurtado fue asesinado en Bogotá a las 10:20 a. m. del jueves 2 de noviembre de 1995, víctima de un atentado cuando salía de las instalaciones de la Universidad Sergio Arboleda, donde dictaba la cátedra de "Historia Política y Constitucional de Colombia".
Tras reunirse brevemente con el líder conservador Gabriel Melo Guevara y otro profesor de la universidad, se dirigió a su auto en compañía de su escolta, así como de su amigo (y ex-escolta) José del Cristo Huertas Hastamorir, donde les esperaba su conductor personal, al parecer con destino a un almuerzo en el municipio de La Calera.
De acuerdo con los testigos del caso, los asesinos merodearon los alrededores de la universidad mientras esperaban la salida del líder. Instantes después de salir del estacionamiento de la universidad el auto se detuvo brevemente en el tráfico y en ese momento uno de los asesinos se acercó al auto y apuntó una arma contra el vidrio trasero lateral disparando una ráfaga contra Gómez y Huertas, quien también murió en el atentado. También resultaron heridos el escolta y algunas personas que se encontraban en las inmediaciones. El conductor se dirigió de inmediato a una clínica cercana, en tanto que el segundo de los asesinos disparaba ráfagas al aire para facilitar su escape. Ninguno de los asesinos fue capturado. Gómez Hurtado llegó con vida a la Clínica Country pero falleció minutos después debido a la gravedad de sus heridas.
Con su asesinato, se ponía fin a uno de los más duros opositores del presidente en ejercicio, razón por la cual el exministro Fernando Botero Zea y muchos otros han calificado el magnicidio como crimen de estado en el gobierno del expresidente Ernesto Samper Pizano, quien ha sido investigado directamente por dicho crimen junto a su entonces Ministro del Interior, Horacio Serpa Uribe. Esta hipótesis, sin embargo ha sido rechazada por la Fiscalía.

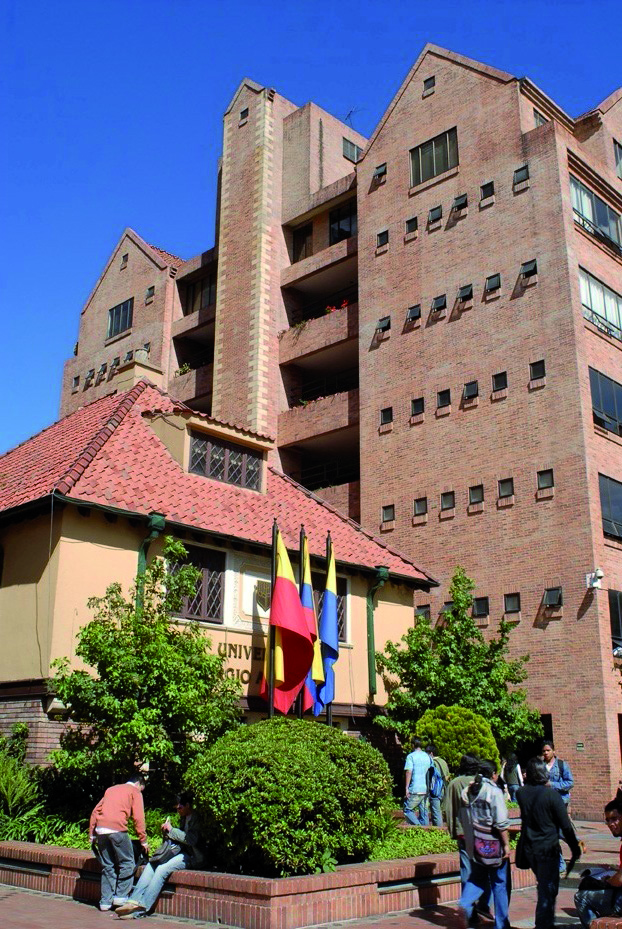
Sede de la Universidad Sergio Arboleda

## Hipótesis del narcotráfico
Declaraciones de jefes paramilitares como Ever Veloza, alias HH, el narcotraficante Santa Lopesierra y de algunos miembros del Cartel del Norte del Valle, en particular Luis Hernando Gómez Bustamante, alias 'Rasguño', incriminan al entonces presidente Ernesto Samper Pizano y a Horacio Serpa Uribe, afirmando que Gómez Hurtado estaba incitando a un golpe de Estado por medio de militares y empresarios, además de considerar a Gómez una amenaza para Samper y la alianza narco-paramilitar, la cual estaba intentando llegar a un acercamiento con el Gobierno de la época. La orden de Samper de eliminar al excandidato la habrían llevado a los jefes del Cartel del Norte del Valle. El asesinato habría sido organizado por el comandante del grupo GAULA de la época, el coronel Danilo González, segundo comandante del Bloque de Búsqueda, en conjunción con oficiales de la Policía de la localidad de Chapinero para ejecutar el crimen y alterar las evidencias intentando inculpar al ejército y desviar la atención de los medios. Samper ha sido señalado como el autor intelectual del magnicidio en repetidas ocasiones por importantes criminales de la época, hoy sometidos a la justicia. Esto, según las declaraciones, fue a consecuencia de unas declaraciones hechas por Gómez Hurtado en entrevista al Noticiero 24 Horas, afirmando que algunos sectores políticos, sindicalistas, militares y estudiantiles podrían levantarse contra el gobierno del presidente Samper, quien para la época del magnicidio estaba siendo investigado en el marco del Proceso 8000 por la financiación de su campaña electoral con dineros del Cartel de Cali; esto, sumado a los artículos escritos en su periódico El Nuevo Siglo, donde denunciaba la impunidad con que se manejaba dicho proceso en la Comisión de Acusaciones de la Cámara de Representantes y los juicios morales que les hacía al gobierno de Samper y a otros políticos involucrados en el caso.
Tanto el expresidente Samper como su entonces ministro del interior, Horacio Serpa, han negado categóricamente su participación en tales hechos, y han argüido que el asesinato podría haberse originado en un intento de implicarles falsamente y de tal manera desestabilizar el gobierno de Samper, y han acusado formalmente a miembros de la familia de Gómez Hurtado de instigar tales acusaciones a pesar de las evidencias en contra de ellas. La Fiscalía no ha encontrado mérito en la hipótesis de la participación de Samper y Serpa, y ha señalado inconsistencias y contradicciones en las declaraciones de "Rasguño", en tanto que la Corte de Nueva York, que condenó a este a treinta años de cárcel, determinó que todas las declaraciones de Rasguño eran parte de una estrategia que buscaba reducciones en su condena.

## Hipótesis de los militares
El exembajador de los Estados Unidos en Colombia, Myles Frechette, férreo contradictor del gobierno de Samper, confirmó que la idea de un golpe de Estado en contra del presidente le fue sugerida por varios líderes militares colombianos y ha apoyado la tesis de que el asesinato pudo haberse debido al rechazo de Gómez a liderar tal golpe, afirmando que las acusaciones contra Samper y Serpa son falsas.
En 2015, la Fiscalía de la Nación adelantó la hipótesis de que en el asesinato estuvieron implicados miembros de las fuerzas militares, particularmente el cuestionado general retirado Rito Alejo del Río, quien se encuentra preso por vínculos con el paramilitarismo, gracias a las declaraciones en 2005 del paramilitar desmovilizado Edwin Zambrano (William). A mayo de 2017 no hay un solo capturado por el asesinato. Sin embargo, el general Del Río está procesado judicialmente por otros cargos como la ejecución de un líder campesino en Chocó y ser uno de los determinadores del asesinato del periodista Jaime Garzón en 1999.[cita requerida]
Durante el transcurso de los años la hipótesis de que un sector del Ejército Nacional de Colombia organizó el crimen ha ido cobrando fuerza.
En diciembre de 1998 un testigo codificado con el nombre de Emilio primero testificó que miembros del batallón de inteligencia y de contraguerrilla N.º 2 de Bucaramanga (Santander)conocidos como "Grupo Cazador" habrían organizado el crimen en cabeza de la tristemente célebre Brigada XX de inteligencia militar de Bogotá y que se había financiado con dineros del fondo rotatorio del ejército acusando al comandante de la brigada XX Coronel Bernardo Ruiz Silva e implicando a oficiales de alto rango como el General Camilo Zúñiga y el General Ricardo Cifuentes. A su vez declaró que este conglomerado de militares también habrían ordenaron el atentado contra el abogado Antonio José Cancino, famoso por estar a cargo de la defensa de Ernesto Samper durante su juicio ante el congreso por la entrada de los dineros del narcotráfico a su campaña.
Igualmente otros miembros del llamado Grupo Cazador declararon contra los oficiales mencionados afirmando que habían ideado el crimen en alianza con políticos y narcotraficantes del Valle del Cauca y la Costa Caribe y habría sido organizado y ejecutado por paramilitares al servicio de Carlos Castaño debido a la necesidad de acallar la propaganda de oposición del líder conservador al gobierno de Samper. El líder paramilitar siempre ha afirmado que nunca cometió o participó de forma directa o indirecta aunque si aseguró en su libro "Mi confesión" que se le ofreció un pago por participar en el crimen el cual rechazó.
Durante diciembre de 2000, cuando la Fiscalía General de la Nación estaba llevando a cabo las investigaciones contra el sargento del Ejército Evangelista Basto Bernal por el atentado contra el presidente de Fenaltrase, Wilson Borja, se hallaron en su casa (la cual fue ubicada gracias a un celular que uno de los sicarios que intentó matar a Borja había dejado en el lugar del atentado) documentos de inteligencia y órdenes codificadas de asesinatos contra determinadas personas, entre estas, dos investigadores de la unidad de derechos humanos del CTI y dos testigos clave en el magnicidio de Gómez Hurtado, quienes componían la investigación sobre la participación de militares en el magnicidio. Hasta ahora, después de la absolución del coronel Bernardo Ruiz en 2003, no hay más oficiales del Ejército que estén vinculados a la investigación, salvo el general Rito Alejo Del Río.

## Crimen de lesa humanidad

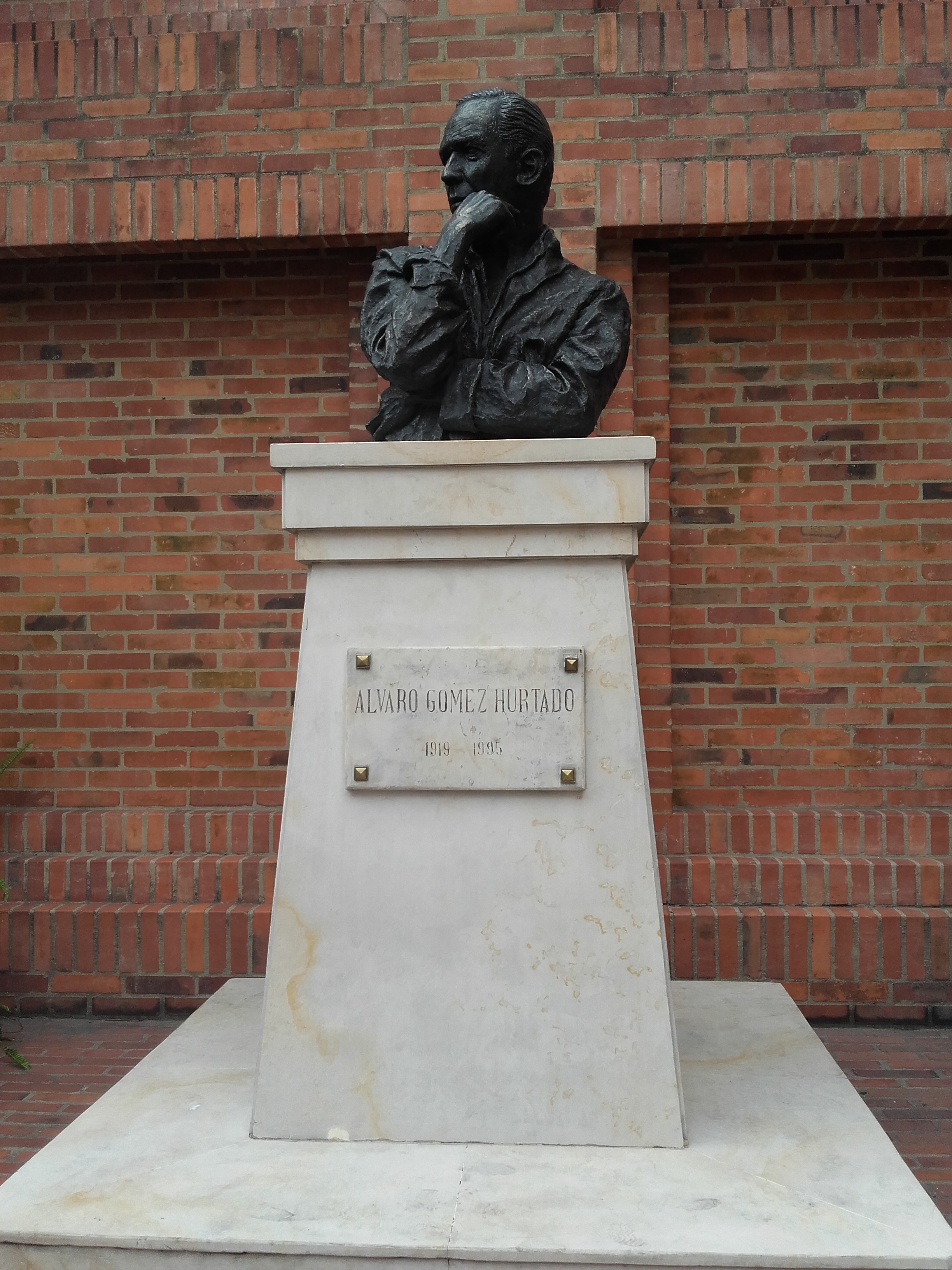
Busto de Gómez Hurtado

El 19 de diciembre de 2017, la Fiscalía General de la Nación declaró el magnicidio como crimen de lesa humanidad, al considerar el crimen como una forma de "política de exterminio o aniquilamiento de personas que se convertían en adversarios por las posturas que asumían frente al fenómeno del narcotráfico o por la defensa de la extradición” para la época de los hechos. También el ente acusador aduce como los principales responsables de este asesinato a miembros del Cartel del Norte del Valle que ya empezaban su camino en la criminalidad, iniciando las respectivas indagaciones contra algunos miembros del extinto cartel y exmiembros de la Policía Nacional implicados en el magnicidio.
El 11 de junio de 2018, la Fiscalía citó a declaración a tres policías por presuntamente entorpecer la investigación del magnicidio a través de la detención arbitraria de inocentes y el uso de falsos testigos.

## Después de su asesinato
Después del asesinato de Gómez Hurtado se cometieron varios asesinatos de personas que la investigación adelantada por la familia considera estarían vinculados al magnicidio del líder conservador. Algunos de estos datos han sido considerados por la Fiscalía.
Tras el asesinato de Gómez Hurtado, fue capturado Héctor Paul Flórez Martínez, acusado del crimen y sentenciado a 40 años de cárcel. Sin embargo, Enrique Gómez Martínez, sobrino de Gómez Hurtado quien asumió la dirección del caso, no solo descubrió la inocencia de Flórez sino que ha asumido su defensa desde entonces. Tras pasar 14 años en prisión, Flórez obtuvo su puesta en libertad en 2014 por buena conducta, trabajo y estudio. Flórez aun reclama su inocencia y debido a su condena vive en la pobreza.
El 2 de febrero de 1996 la comerciante de caballos Elizabeth Montoya de Sarria conocida como "la monita retrechera" murió tiroteada en una residencia exclusiva de Bogotá. Días antes se prestó a atestiguar sobre la entrada de dineros del narcotráfico a la campaña Samper presidente.
El 16 de febrero de 1996 en extrañas circunstancias fue asesinado el médico Germán Cifuentes Vivas, hijo del entonces general Ricardo Emilio Cifuentes, comandante de la Segunda División del Ejército, quien días antes había renunciado públicamente argumentando que Samper no merecía su respaldo. El general Cifuente había sido investigado inicialmente como sospechoso, debido a algunos oficiales asignados a su escolta se encontraban cerca de la Universidad Sergio Arboleda el día de la muerte de Gómez Hurtado.
El 19 de febrero son asesinados en la carrera 19 con calle 27 en Bogotá Clara Valencia Linares y Hugo Roberto Otálora. La primera era investigadora de la Procuraduría, que averiguaba anomalías de agentes de la Dijin relacionados con el asesinato de Gómez Hurtado. El segundo era su esposo quien trabajaba como abogado en la Procuraduría General de la Nación.
El 12 de mayo de 1998 en la calle 118 en Bogotá, sicarios asesinaron al exministro de Defensa, general Fernando Landazábal. Según el excongresista Pablo Victoria, días atrás le había dicho que ya sabía quién había asesinado a Álvaro Gómez.
El 15 de septiembre de 1999 en la Universidad Nacional, cuando se dirigía a un salón de la División de Contaduría, fue asesinado el excomisionado de Paz Jesús Antonio Bejarano. Tiempo después se supo que había declarado en la investigación por el magnicidio de Gómez Hurtado argumentando que tanto él como el líder conservador se negaron a encabezar un golpe de Estado contra el presidente Samper.
El 25 de marzo de 2004, cuando ingresaba a su oficina, al norte de Bogotá, fue asesinado el coronel de la Policía Danilo González, quien hizo parte de Los Pepes en la persecución contra Pablo Escobar, y terminó siendo uno de los hombres claves de los capos del cartel del norte del Valle y hombre clave en la planeación del magnicidio.
El 19 de abril de 2009 en una cafetería de Armenia (Quindío) fue asesinado a tiros el exrepresentante a la Cámara y abogado de capos del Cartel de norte del Valle, Carlos Oviedo Alfaro. El abogado había purgado una condena por doble asesinato y por el delito de enriquecimiento ilícito. Días antes había declarado contra el excongresista Alberto Santofimio Botero por el magnicidio de Luis Carlos Galán y en la víspera de su asesinato habría estado haciendo un trato con la fiscalía de declarar lo que sabía del caso Gómez Hurtado a cambio de protección.
El 15 de julio de 2010 en una calle de Armenia fue asesinado el exviceministro Rommel Hurtado, quien pagó condena por el Proceso 8000. En una caja fuerte en su casa, durante un allanamiento, fueron encontrados documentos relacionados con el supuesto intento golpista contra el presidente Samper denominada "el acto de los golpistas".
El 20 de julio de 2015 en una calle de Cartago (Valle del Cauca) fue asesinado el entonces candidato a la Alcaldía del municipio, Ignacio Londoño Zabala. Según las investigaciones de la familia Gómez Hurtado, este personaje de la política era la pieza clave del magnicidio de Álvaro Gómez y los nexos del Cartel del norte del Valle ya que se creería habría llevado el mensaje del presidente Samper a la mafia para asesinar al líder conservador.

## Testimonios
La exsenadora liberal Piedad Córdoba, anunció en septiembre de 2020 tener pruebas del asesinato de Gómez y del responsable de dar la orden de acribillar al líder conservador. A pesar de la expectativa, el abogado de la familia manifiesta que puede tratarse de una maniobra para limpiar el nombre de Ernesto Samper, a quien el abogado acusa de ser el determinador del delito.
El 30 de septiembre de 2020 su esquema de seguridad sufrió un atentado, al parecer porque la exsenadora estaría dispuesta a acudir ante la Jurisdicción Especial para la Paz (JEP) para dar su versión de los hechos y presentar las supuestas pruebas que hay de la responsabilidad del alto gobierno de la época en el crimen.

## Admisión del Asesinato por parte de las FARC-EP
El 3 de octubre de 2020, Patricia Linares, presidenta de la Jurisdicción Especial para la Paz (JEP) informó sobre la recepción de una carta escrita el 30 de septiembre de 2020 por antiguos miembros del secretariado de las FARC-EP, entre ellos Julián Gallo Cubillos alias Carlos Antonio Lozada, Pastor Alape y Jorge Torres Victoria alias Pablo Catatumbo,adjudicándose supuestamente el asesinato del excandidato Presidencial y Líder del Partido Conservador Álvaro Gómez Hurtado y otras cinco personas entre 1987 y 1995. Posteriormente, Carlos Antonio Lozada, declaró haber sido el responsable de la operación que terminó con el asesinato de Gómez Hurtado bajo órdenes de Jorge Briceño alias Mono Jojoy.
La revelación ha sido motivo de polémica en el país con respecto al papel de las FARC-EP y ha despertado la indignación y suspicacia nacional, ya que el involucramiento de las FARC-EP en el crimen nunca estuvo entre las hipótesis sobre los motivos del asesinato.  En particular, miembros de la familia del asesinado Gómez se han negado a aceptar la autoría de las FARC-EP, sugiriendo que corresponde a una estratagema para evitar que los verdaderos responsables sean encontrados y procesados. De acuerdo con la familia de Gómez, la supuesta injerencia directa de estos ex-dirigentes de las FARC-EP tiene como objetivo afectar la investigación que existe sobre este magnicidio, logrando su traslado al tribunal especial de la Jurisdicción Especial para la Paz (JEP) y que de tal forma el caso se convierta en cosa juzgada, para evitar y cerrar el paso a cualquier revelación sobre los verdaderos culpables de este asesinato.
Dentro de esta investigación, la Fiscalía General de la Nación llamó a declarar a la excongresista Piedad Córdoba (quien argumenta tiene las pruebas sobre este magnicidio) y a figuras importantes del extinto Cartel de Cali, como los hermanos Miguel Ángel y Gilberto Rodríguez Orejuela, Guillermo Pallomari, Fernando Henao Montoya, Santander Lopesierra y Víctor Patiño Fómeque. Adicionalmente llamó a declarar al exalcalde de Bogotá Luis Eduardo Garzón, quien dijo saber circunstancias que pueden aportar al esclarecimiento de los hechos. A su vez, el tribunal de la Justicia Especial para la Paz llamó a declarar a Rodrigo Londoño alias 'Timochenko' y a Carlos Lozada respecto a su injerencia en el asesinato y sus declaraciones públicas al respecto.
El 12 de octubre del 2020 Noticias Uno publicó una carpeta de 400 folios de la investigación por el magnicidio que exploró cuatro hipótesis entre las que se encuentra la de la participación de las FARC-EP en el crimen. En tal folio, contrario a lo que declaró Carlos Antonio Lozada, se expresa que el crimen había sido ejecutado por una milicia urbana bolivariana afiliada a la guerrilla y no por la Red Urbana Antonio Nariño. A su vez se data que durante una interceptación telefónica fija se descubrió que un sujeto desconocido había estado buscando y reclutando desmovilizados de las FARC-EP para realizar operaciones de sicariato entre las que destacaron el magnicidio de Gómez Hurtado y del atentado al abogado Antonio José Cancino (crimen que no había admitido el grupo FARC-EP en su declaración).
Enrique Gómez Martínez presentó ante la JEP el 12 de mayo de 2022, una solicitud para que este tribunal no abra macrocaso ni asuma competencia alguna en la investigación para impedir que la Fiscalía general de la Nación, la abandone, aportando el informe titulado "Crónica de un Crimen de Estado" que recoge las pruebas que apuntarían con claridad a la autoría del crimen por parte del presidente Samper y el exministro Horacio Serpa, así como la supuesta inexistente relación de las FARC-EP con el magnicidio.